# Anthony Head

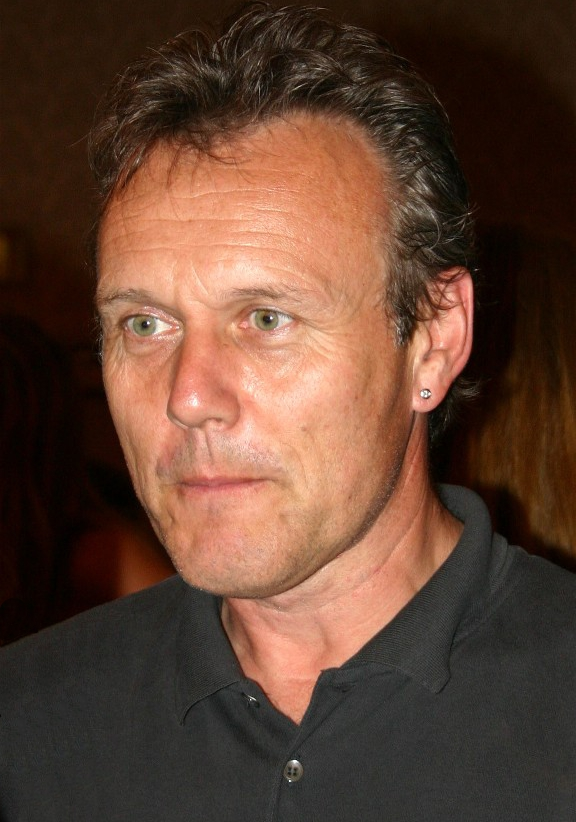
Anthony Head 2004.

Anthony Stewart Head, född 20 februari 1954 i Camden Town i London, är en brittisk skådespelare.
Head är känd som Rupert Giles i tv-serien Buffy och vampyrerna men har också medverkat i Merlin som kung Uther Pendragon och i originalserien Voff från 1989. Han spelade även Nathan Wallace i rockmusikalen Repo! The Genetic Opera från 2009.
Head har två döttrar, Emily Head (född 1988) och Daisy Head (född 1991), tillsammans med sambon Sarah Fisher. Båda är skådespelerskor. Han är bror till Murray Head.

## Filmografi

### Film
| år   | titel                            | Roll                    | övriga anmärkningar        |
| ---- | -------------------------------- | ----------------------- | -------------------------- |
| 1981 | Lady Chatterley's Lover          | Anton                   |                            |
| 1987 | A Prayer for the Dying           | Rupert                  |                            |
| 1988 | La Collina del diavolo           | Michael Toyle           |                            |
| 1992 | Woof Again! Why Me?              |                         | Direkt till video-release  |
| 2003 | I'll Be There                    | Sam Gervasi             |                            |
| 2004 | Fat Slags                        | Victor                  |                            |
| 2005 | Framing Frankie                  | Dennis Folley           |                            |
| 2005 | Imagine Me & You                 | Ned                     |                            |
| 2006 | Scoop                            | Detective               |                            |
| 2006 | Little Britain Live              | Prime Minister          | Direkt till video          |
| 2007 | Sparkle                          | Tony                    |                            |
| 2007 | The Magic Door                   | George                  | Direkt till video          |
| 2007 | Amelia and Michael               | Michael                 |                            |
| 2007 | Sweeney Todd                     | Gentleman på gatan      | Okrediterad roll Cameoroll |
| 2008 | Repo! The Genetic Opera          | Nathan Wallace/Repo Man |                            |
| 2011 | The Inbetweeners Movie           | Wills pappa             |                            |
| 2011 | Järnladyn                        | Geoffrey Howe           |                            |
| 2012 | Ghost Rider: Spirit of Vengeance | Benedict                |                            |
| 2013 | Percy Jackson och monsterhavet   | Chiron                  |                            |
| 2013 | Underdogs                        | Flash som vuxen         |                            |
| 2014 | Flying Home                      | Colins far              |                            |
| 2016 | Despite the Falling Snow         | Misha som gammal        |                            |

### TV
| år        | Titel                                | Roll                                            | Anmärkningar |
| --------- | ------------------------------------ | ----------------------------------------------- | --- |
| 1978      | Enemy at the Door                    | Clive Martel                                    | Episod: "Steel Hand from the Sea"                                                                                           |
| 1978      | Lillie                               | William Le Breton                               | ITV |
| 1978      | Accident                             | Simon Lovell                                    | Episod: "The Figures Man"                                                                                                   |
| 1979      | The Mallens                          | Weir                                            | Episod: 1.1 Episod: 1.2 |
| 1979      | Hemliga armén                        | Hanslick                                        | Episod: "A Safe Place" |
| 1980      | Love in a Cold Climate               | Tony Kroesig                                    | Thames Television |
| 1981      | Crown Court                          | Timothy Preston-Berry                           | Episod: "Hen Party" |
| 1981      | Bergerac                             | Bill                                            | Episod: "See You in Moscow"                                                                                                 |
| 1984–88   | The Comic Strip Presents...          | Ricki Tekniker i inspelningsstudion             | Episoder: "Slags", "More Bad News"                                                                                          |
| 1985      | C.A.T.S. Eyes                        | James Sinden                                    | Episod: "Goodbye, Jenny Wren"                                                                                               |
| 1985      | Howards' Way                         | Phil Norton                                     | 5 episoder |
| 1987      | Boon                                 | Richard Rathbone                                | Episod: "Day of the Yoke"                                                                                                   |
| 1988      | Pulaski                              | Dudley Fielding                                 | Episod: "The Price of Fame"                                                                                                 |
| 1988      | Rockliffe's Babies                   | Chris Patterson                                 | Episod: "A Trip to the Zoo"                                                                                                 |
| 1991      | Woof!                                | Bentley                                         | Episod: 3.7 Episode: 3.8 |
| 1993      | The Detectives                       | Simon                                           | Episod: "Acting Constables"                                                                                                 |
| 1993      | Highlander                           | Allan Rothwood                                  | Episod: "Nowhere to Run" |
| 1994      | Royce                                | Pitlock                                         | Showtime TV-film |
| 1995      | VR.5                                 | Oliver Sampson                                  | Episoder: 5–13 |
| 1995      | Ghostbusters of East Finchley        | Terry                                           | Episod: 1.5 |
| 1995      | På spaning i New York                | Nigel Gibson                                    | Episod: "Cold Heaters" |
| 1996      | Roger Roger                          | Jimmy Price                                     | |
| 1997      | Jonathan Creek                       | Adam Klaus                                      | Episod: "The Wrestler's Tomb"                                                                                               |
| 1997–2003 | Buffy och vampyrerna                 | Rupert Giles                                    | 121 episoder; (Huvudroll 1997-2001, speciell gäst 2002-03) Nominerad – Saturn Award for Best Supporting Actor on Television |
| 1999      | Two Guys, a Girl and a Pizza Place   | Dr. Staretski                                   | Episod: "Two Guys, a Girl and a Mother's Day"                                                                               |
| 2000      | Best Actress                         | Colin Truemans                                  | E! TV-film |
| 2001      | Tyst vittne                          | Henry Hutton                                    | Episod: "Two Below Zero" |
| 2002      | Spooks                               | Peter Salter                                    | Episod: "Traitor's Gate" |
| 2002      | Fillmore!                            | Professor Third                                 | Episod: "Red Robins Don't Fly", "A Cold Day at X"                                                                           |
| 2002–03   | Manchild                             | James                                           | 15 episoder |
| 2003      | Jämna plågor                         | Richard Harper                                  | Episod: "May the Best Man Win"                                                                                              |
| 2003      | And Starring Pancho Villa as Himself | William Benton                                  | HBO TV-film |
| 2003      | Reversals                            | Mr. Andrew Barton                               | ITV TV-film |
| 2003–06   | Little Britain                       | Michael Stevens                                 | |
| 2004      | True Horror with Anthony Head        | Presenter                                       | Episoder: 1–5 |
| 2004      | Gamla snutar, nya spår               | Sir Tim                                         | Episod: 1.2 |
| 2004      | Karl för sin kilt                    | Chester Grant                                   | Episoder: 6.7–6.10 |
| 2005      | Murder Investigation Team            | Stewart Masters                                 | Episoder: 2.2 |
| 2005      | Rose and Maloney                     | Dr. David Terry                                 | Episod: 2.2 |
| 2006      | Hotel Babylon                        | Mr. Machin                                      | Episod: 1.2 |
| 2006      | Doctor Who                           | Mr. Finch                                       | Episod: "School Reunion" |
| 2006      | Children's Party at the Palace       | Captain Hook                                    | BBC TV-special |
| 2007      | Comic Relief 2007: The Big One       |                                                 | |
| 2007      | Övertalning                          | Sir Walter Elliot                               | TV-film |
| 2007      | Totally Doctor Who                   | Baltazar                                        | Röstroll i The Infinite Quest                                                                                               |
| 2007      | Sensitive Skin                       | Tom Paine                                       | Episoder: "The Signals", "Here I Am"                                                                                        |
| 2007      | Sold                                 | Mr. Colubrine                                   | 6 episoder |
| 2007–08   | Heroes Unmasked                      | Narrator                                        | Serie 1 & 2 |
| 2007–09   | Doctor Who Confidential              | Narrator                                        | 30 episoder |
| 2007–09   | Little Britain                       | Prime Minister                                  | 23 episoder |
| 2008–12   | Merlin                               | Uther Pendragon                                 | 43 episoder |
| 2008      | The Invisibles                       | Maurice Riley                                   | BBC One TV-serie |
| 2009      | Free Agents                          | Stephen                                         | Channel 4 TV-serie |
| 2011      | Free Agents                          | Stephen                                         | NBC TV-serie (USA-remake av Channel 4-serien med samma namn)                                                                |
| 2013      | Dancing on the Edge                  | Donaldson                                       | BBC Two TV-serie |
| 2013      | Warehouse 13                         | Paracelsus                                      | 3 episoder |
| 2013      | You, Me & Them                       | Ed Walker                                       | TV-serie |
| 2014–15   | Dominion                             | consul David Whele, chief administrator of Vega | |
| 2015      | Galavant                             | Galavants far                                   | 1 episod |
| 2015      | Yonderland                           | Petes far                                       | 1 episod |
| 2018      | The Split                            | Oscar Defoe                                     | 6 avsnitt |
| 2020–     | Ted Lasso                            | Rupert Mannion                                  | 6 avsnitt |